# Hemerodromia bethiana
Hemerodromia bethiana är en tvåvingeart som beskrevs av Vaillant och Gagneur 1998. Hemerodromia bethiana ingår i släktet Hemerodromia och familjen dansflugor. Inga underarter finns listade i Catalogue of Life.